# 萬凱蒂拉山
15°27′13″S 71°57′20″W / 15.45361°S 71.95556°W
萬凱蒂拉山（Huancaitira），是秘魯的山峰，位於該國南部阿雷基帕大區，由卡伊尤馬省的塔派區負責管轄，屬於奇拉山脈的一部分，海拔高度4,800米。